# إرنست إم. بولارد
إرنست إم. بولارد هو سياسي أمريكي، ولد في 15 أبريل 1869 في نيهاواكا في الولايات المتحدة، وتوفي في 24 سبتمبر 1939 في لنكن في الولايات المتحدة. نشط حزبياً في الحزب الجمهوري. وقد انتخب عضو مجلس النواب الأمريكي ‏.